# Out of Reach
Out of Reach är en amerikansk film från 2004 i regi av Po-Chih Leong med Steven Seagal i huvudrollen.

## Handling
Fd. agenten William Lansing (Seagal) lever numer ett anonymt liv och lägger ner det mesta av sin energi på att skriva brev till Irena, hans föräldralösa fadderbarn som bor på ett barnhem i Polen. Men när Irenas brev en dag slutar komma beger sig Lansing till Europa. Med hjälp av en polsk kvinnlig polis och en föräldralös pojke tar han upp kampen mot den organiserade brottsligheten som tjänar grova pengar på en hänsynslös slavhandel med barn.

## Seagalism
- Seagal fick själv idén till Out of Reach, när han ville belysa den brutala och cyniska handeln med barn.

## Rollista (i urval)
- Steven Seagal - William Lansing
- Ida Nowakowska - Irena Morawska
- Agnieszka Wagner - Kasia Lato
- Matt Schulze - Faisal
- Nick Brimble - Mister Elgin